# خواجة اي (كوه بنج)
خواجة اي (بالفارسية: خواجه ای) هي قرية تقع في إيران في البلدة المركزية. يقدر عدد سكانها بـ 25 نسمة .